# Rhodesiella pallipes
Rhodesiella pallipes är en tvåvingeart som först beskrevs av Oswald Duda 1934.  Rhodesiella pallipes ingår i släktet Rhodesiella och familjen fritflugor. Inga underarter finns listade i Catalogue of Life.